# Johann Georg von Dillis

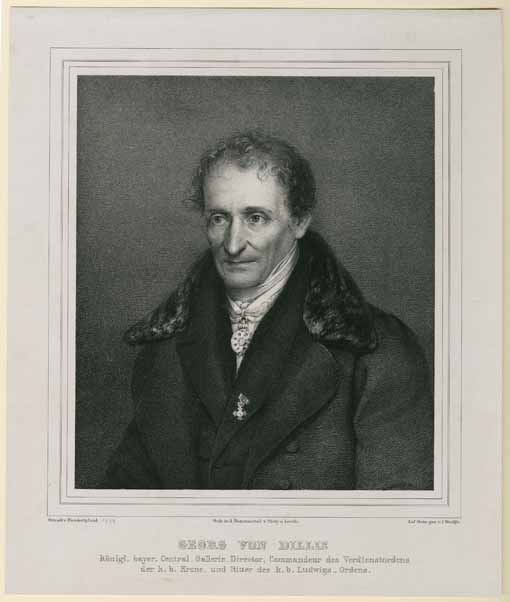
Johann Georg von Dillis

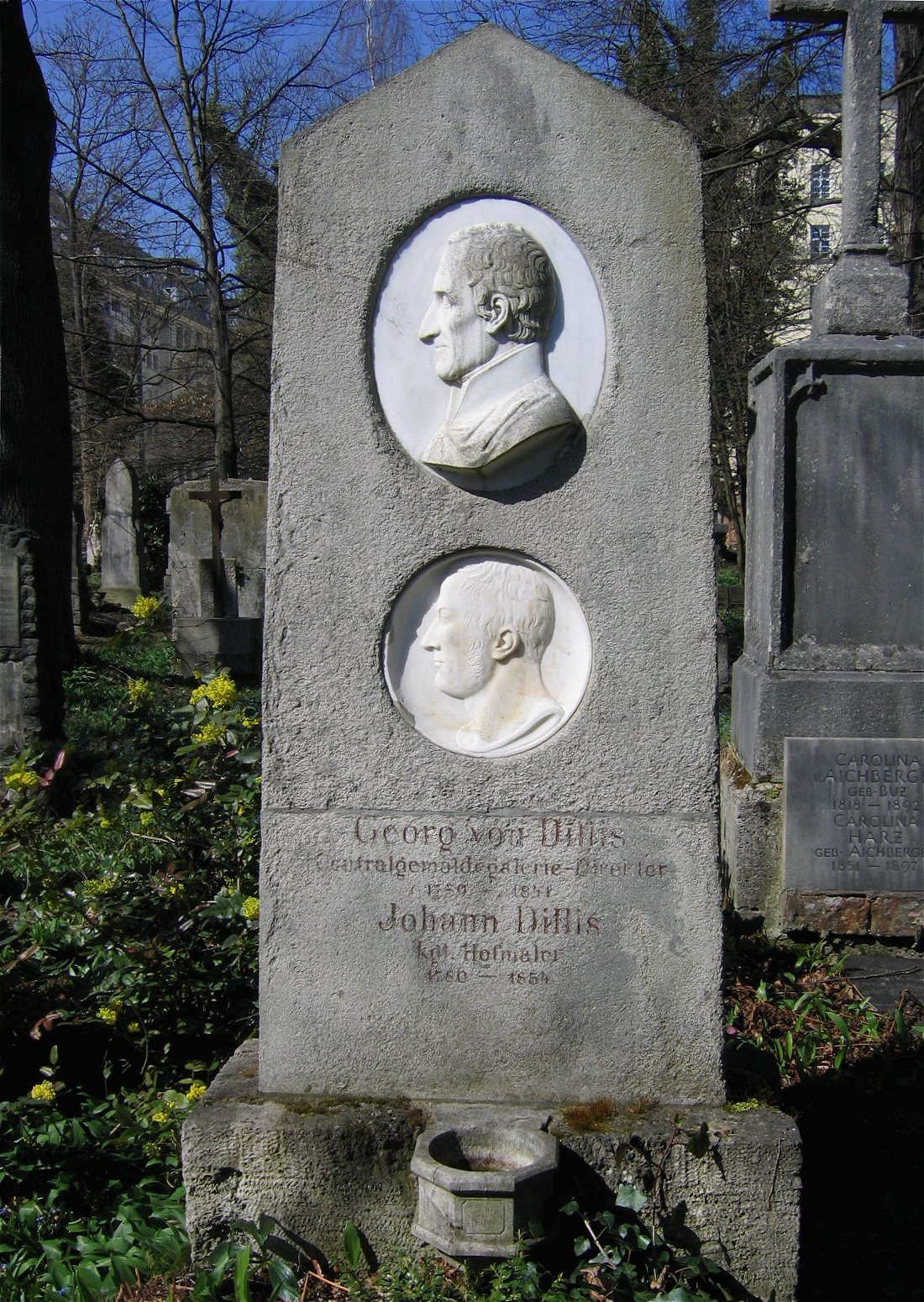
Tumba de Johann Dillis en el antiguo cementerio del sur de Múnich

Johann Georg Dillis, desde 1808 von Dillis (n. el 26 de diciembre de 1759 en Gmain cerca de Schwindkirchen, hoy Dorfen-28 de septiembre de 1841 en Múnich). Elevado a la nobleza personal el 18 de mayo de 1808, fue un pintor alemán que es más conocido hoy en día por sus representaciones de la vida campesina y sus bocetos de viajes. Es uno de los artistas alemanes más importantes del período alrededor de 1800 y es considerado el representante más importante de la llamada escuela de Múnich.

## Vida y obra
Dillis nació como el primer hijo de una familia de guardabosques y se graduó en el Wilhelmsgymnasium de Múnich en 1775. Después completó los estudios básicos obligatorios en el Liceo de Múnich, luego comenzó a estudiar allí teología, que continuó desde 1779 en la Universidad de Ingolstadt. En 1782 fue ordenado sacerdote en Ingolstadt. Sin embargo, pronto sintió el deseo de dedicarse más a la pintura que al sacerdocio.
Hasta principios del siglo XIX, se dedicó principalmente a dar clases de pintura en familias aristocráticas alemanas (las familias de los condes de Salern, von Baumgarten, von Nogarola y Oberndorf von Seinsheim y los barones von Aretin y von Stengel, von Posch y von Kaser); más tarde, gracias a las recomendaciones, pudo acompañar a jóvenes nobles alemanes e ingleses en viajes al Mediterráneo, lo que benefició su desarrollo como pintor. Dillis realizó varios viajes a Italia, especialmente a Roma y Sicilia, con el príncipe heredero bávaro Ludwig. En estos viajes, Dillis realizó numerosos bocetos en acuarela que pretendían ser estudios para pinturas al óleo posteriores. Para el gusto de hoy día, sin embargo, los bocetos y estudios parecen mucho más modernos que sus vedutas completamente elaboradas debido a su naturaleza fragmentaria y al perfecto uso del color y la forma por parte de Dillis.
Una de las inspiraciones para el trabajo de Dillis fueron los paisajes ideales de Claude Lorrain, a los que Dillis se remite varias veces en sus bocetos. Además, Dillis realizó alrededor de 150 estudios de nubes con tiza sobre un fondo azul , siguiendo el entusiasmo por este tema en el momento posterior a la introducción de la clasificación de nubes por parte de Luke Howard. Encargado por el ya rey Ludwig I, Georg von Dillis hizo una copia del retrato del monarca en 1827 para su ex institutriz Louise Weyland en Mannheim.
En su día, Dillis era prácticamente desconocido como pintor. En 1790 fue nombrado inspector de la galería de imágenes del elector y en 1822 fue ascendido a "Director de la Galería Central" real, a través del cual alcanzó la prominencia en su tiempo. Su trabajo aquí es mejor conocido para la posteridad por la concepción de la Alte Pinakothek de Múnich, para la cual Dillis se inspiró, entre otras cosas, en el Louvre. Entre 1808 y 1814 fue profesor de pintura de paisaje en la Academia de Múnich. Se quejaba cada vez más del trabajo administrativo y la falta de tiempo para sus actividades artísticas. Algunas de sus pinturas de paisajes y retratos fueron adquiridas y pasaron a los Estados Unidos desde la segunda mitad del siglo XIX y otras pertenecen al inventario de la colección de la Galería Municipal en el Lenbachhaus y la Kunstbau Múnich. 
La tumba de Dillis se encuentra en el Cementerio viejo del sur de Múnich.

## Galería

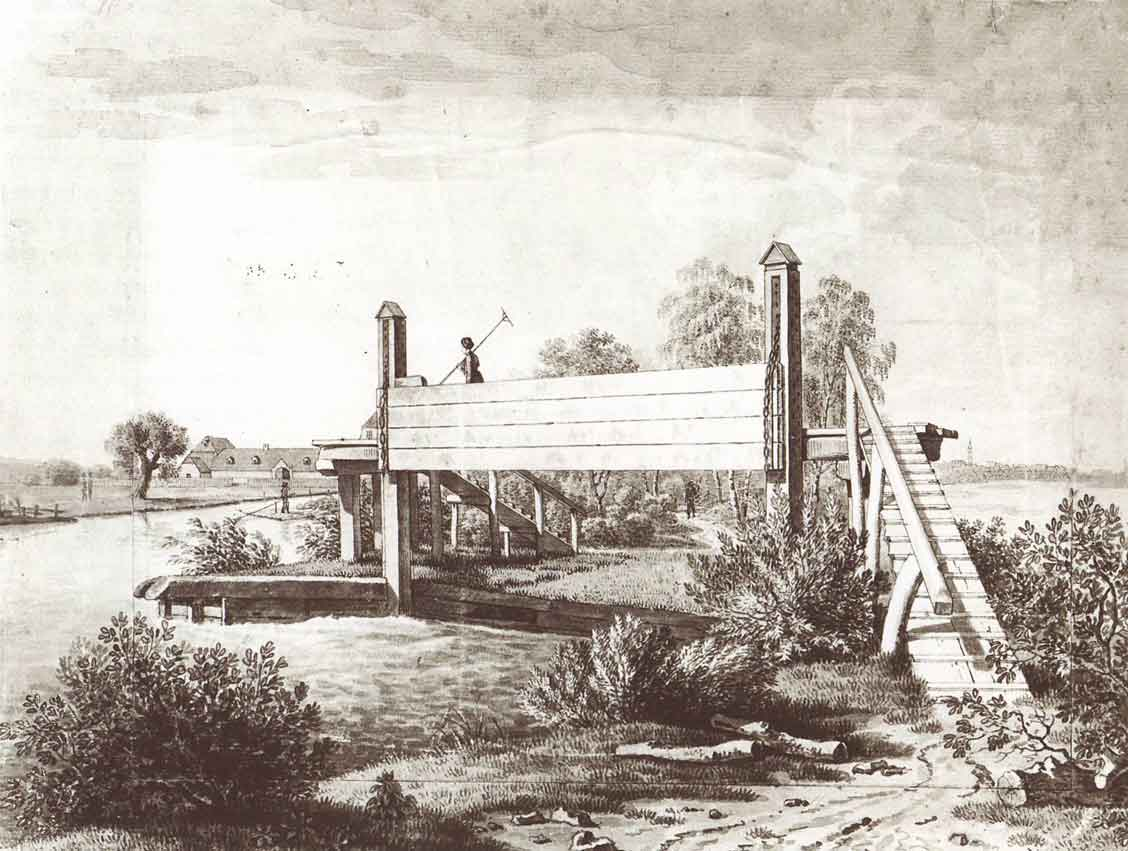
Sistema de bloqueo en el Dreimühlenbach
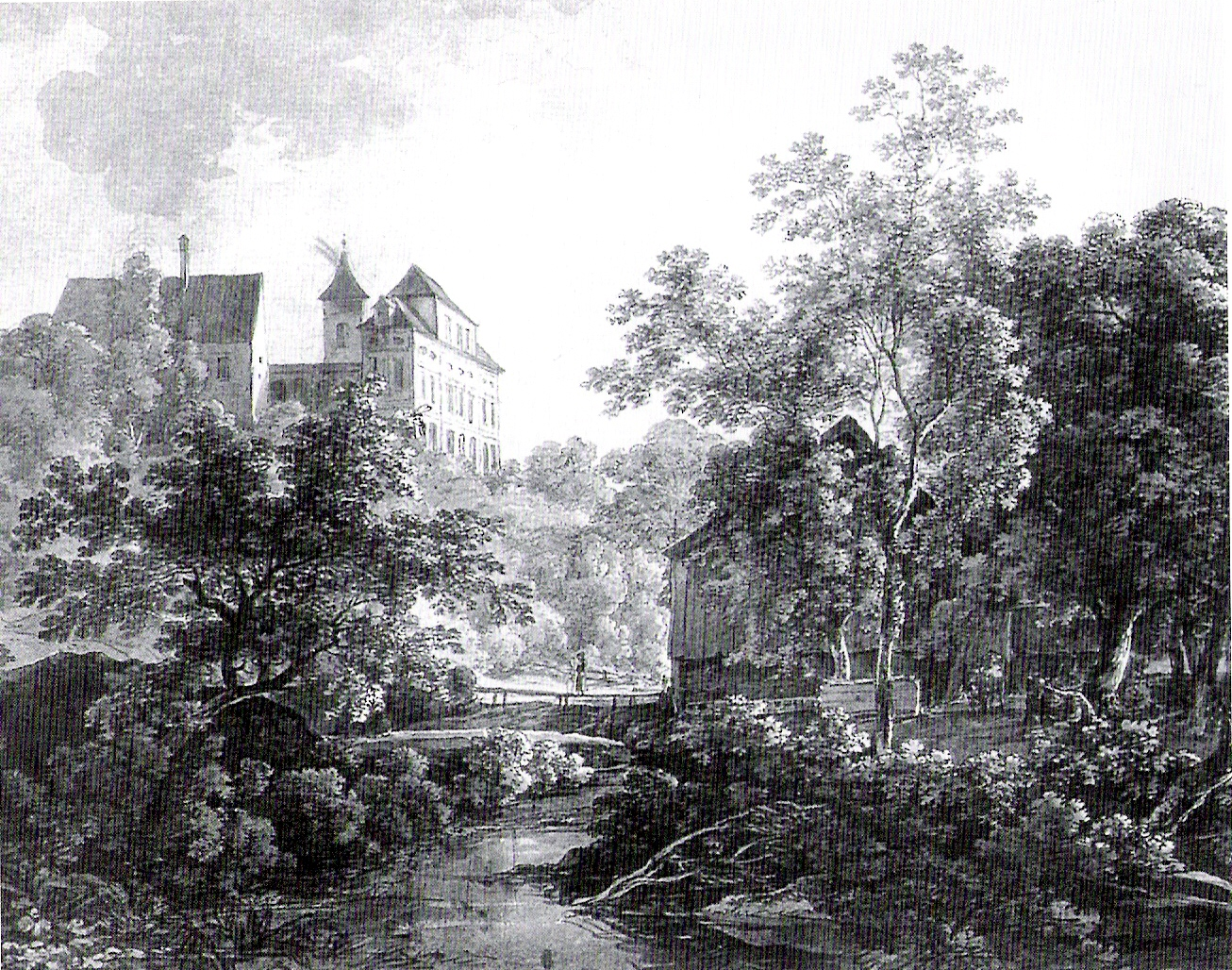
Castillo de Harlaching, alrededor de 1790
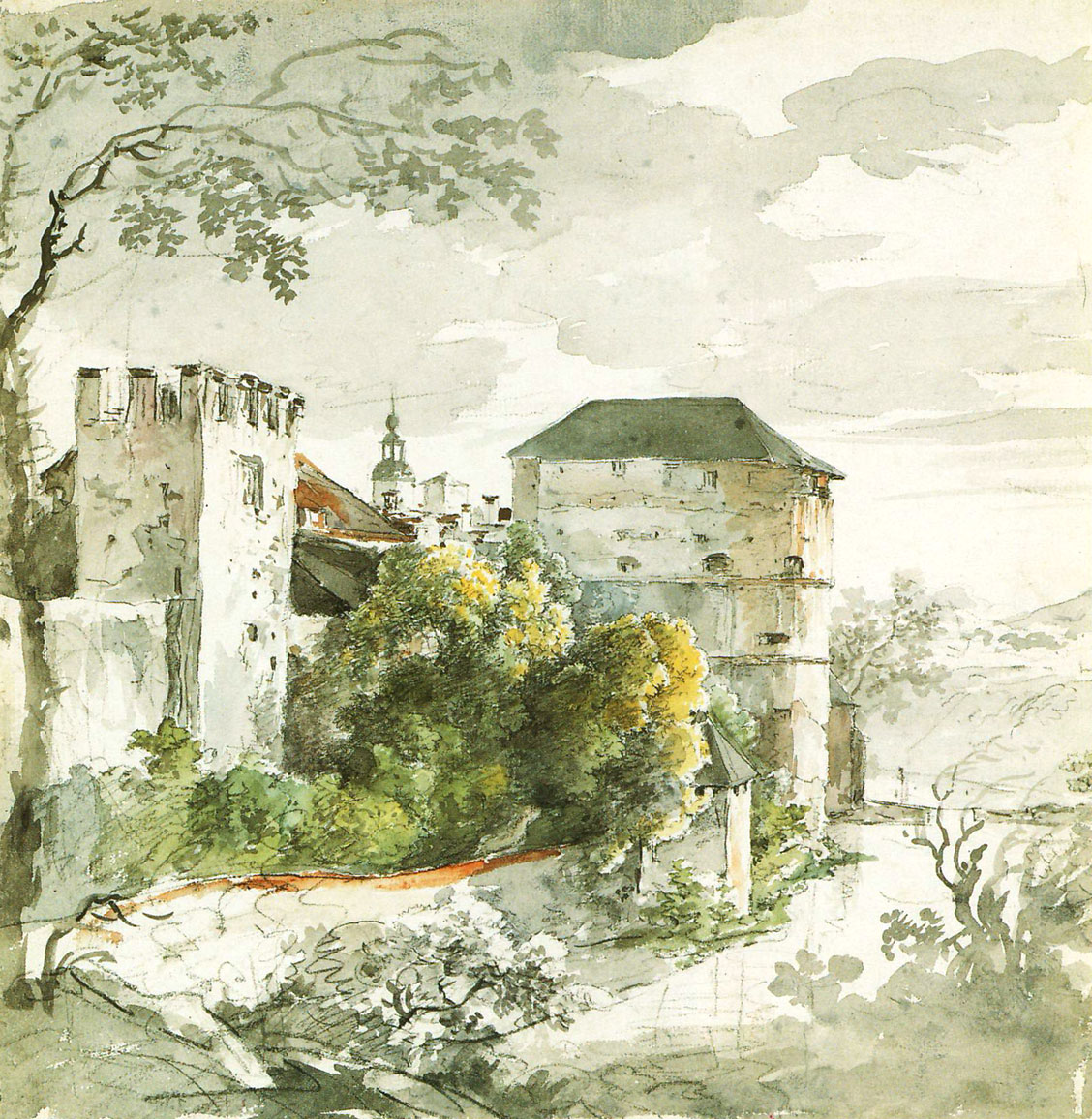
Torre de la Doncella, 1796
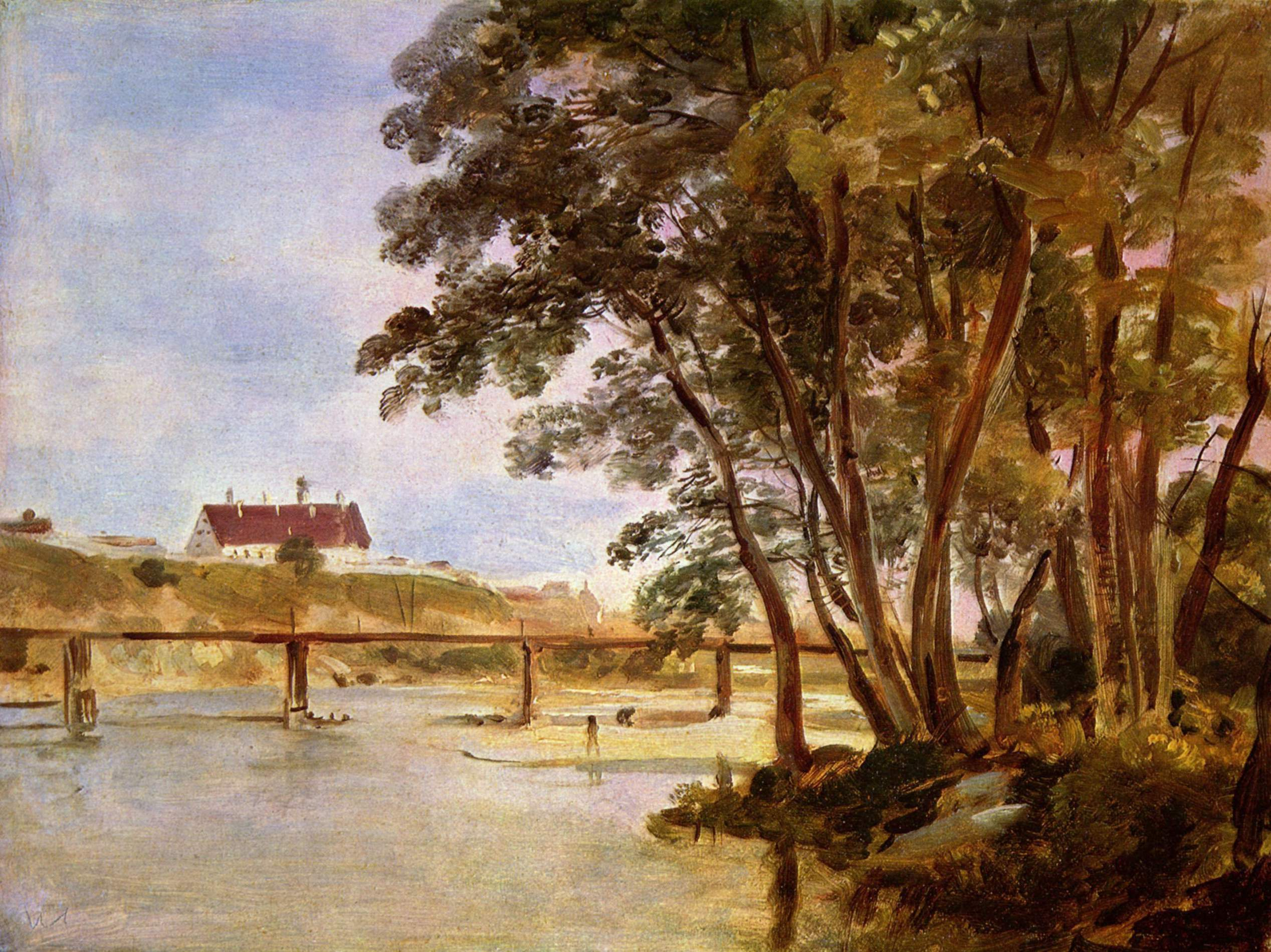
Isla Prater, después de 1800
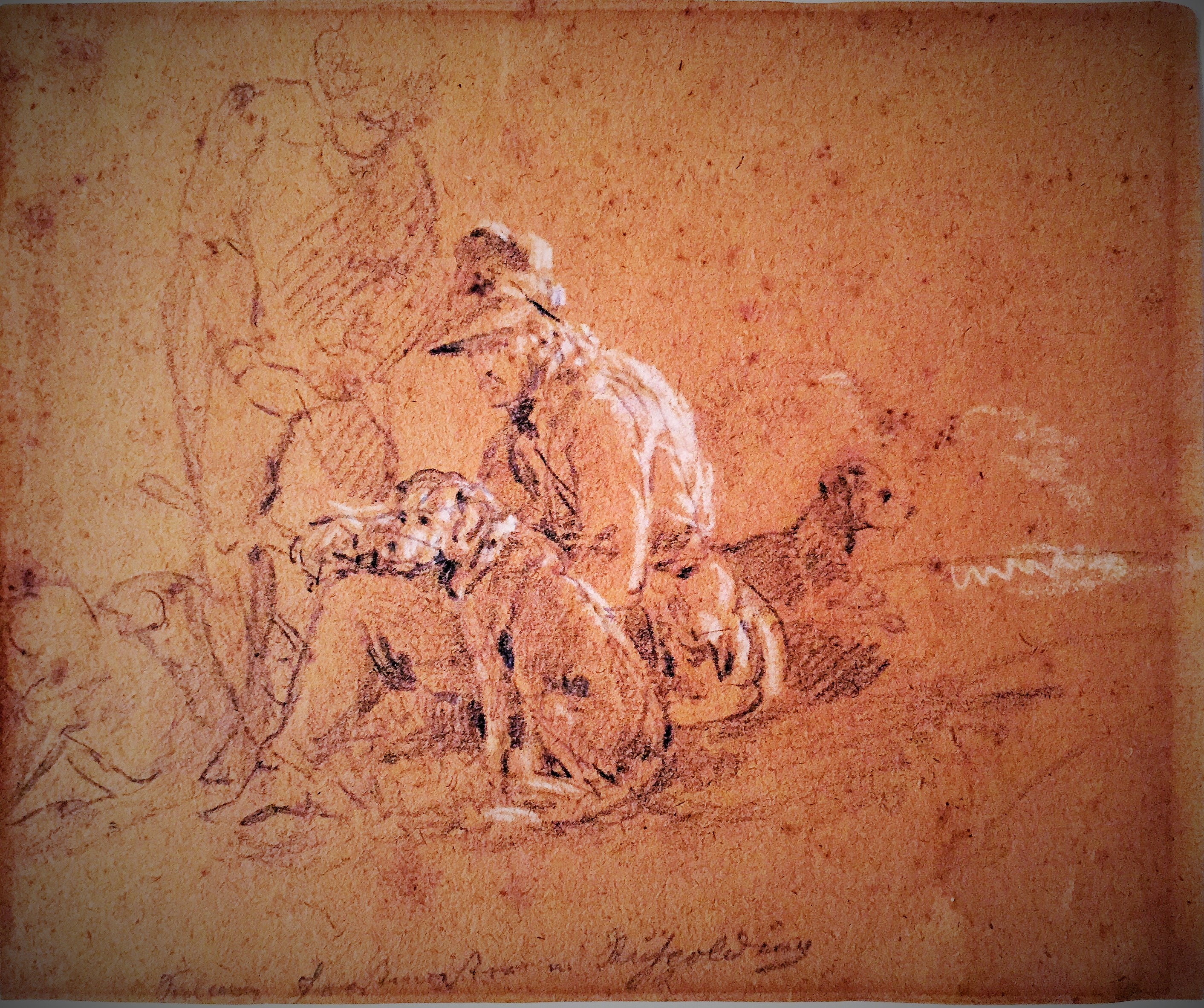
Boceto: Salinen Forstmeister, Ruhpolding, década de 1820 (probablemente hermano Joseph Dillis)
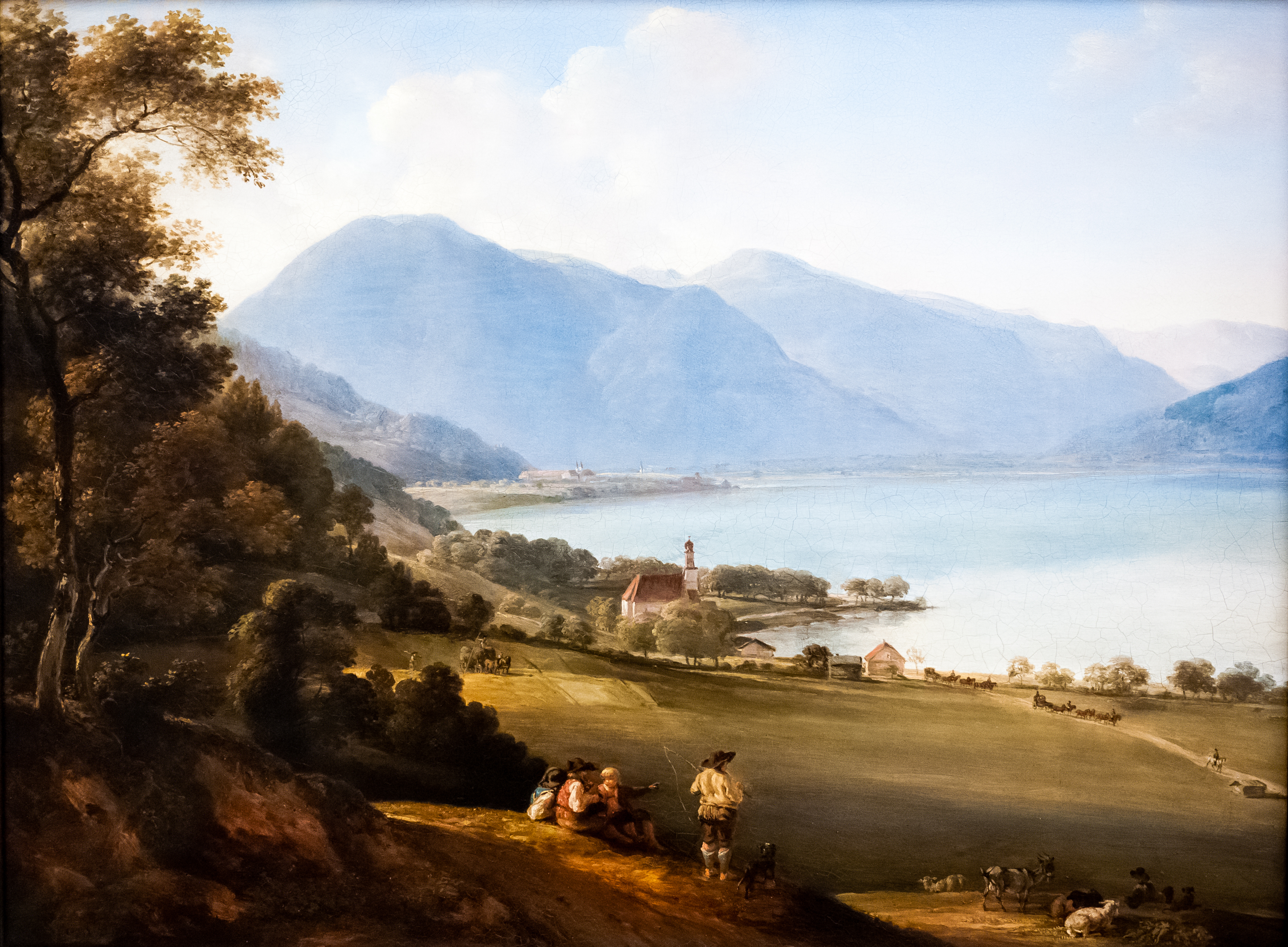
Johann Georg von Dillis-Der Tegernsee
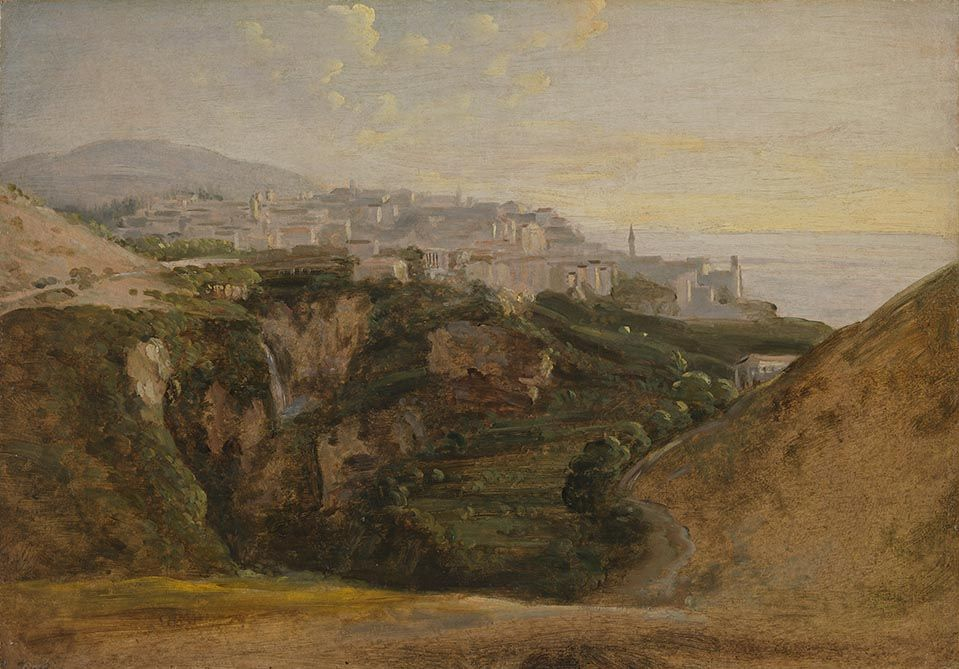
Johann Georg von Dillis - Tivoli
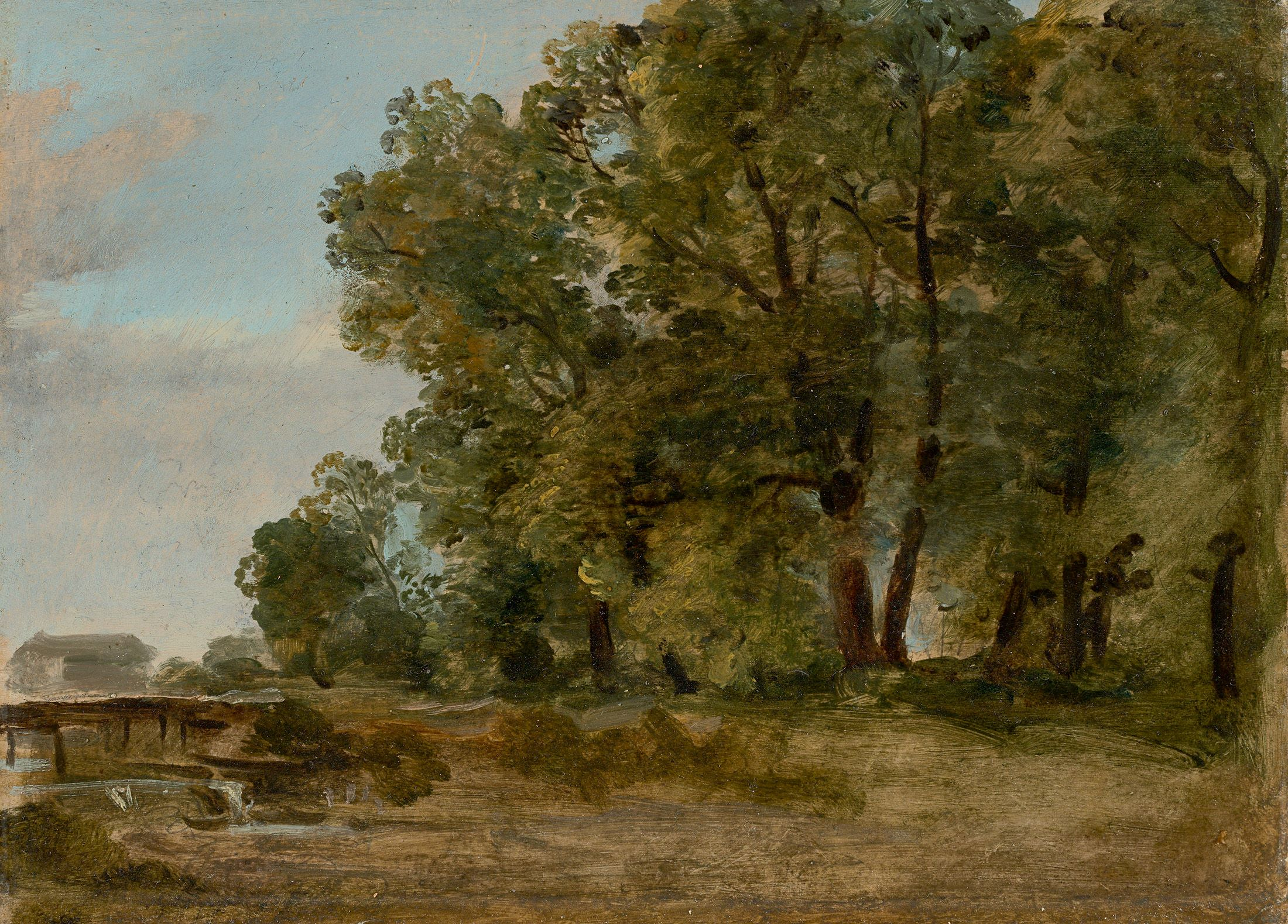
Johann Georg von Dillis Praterinsel in München
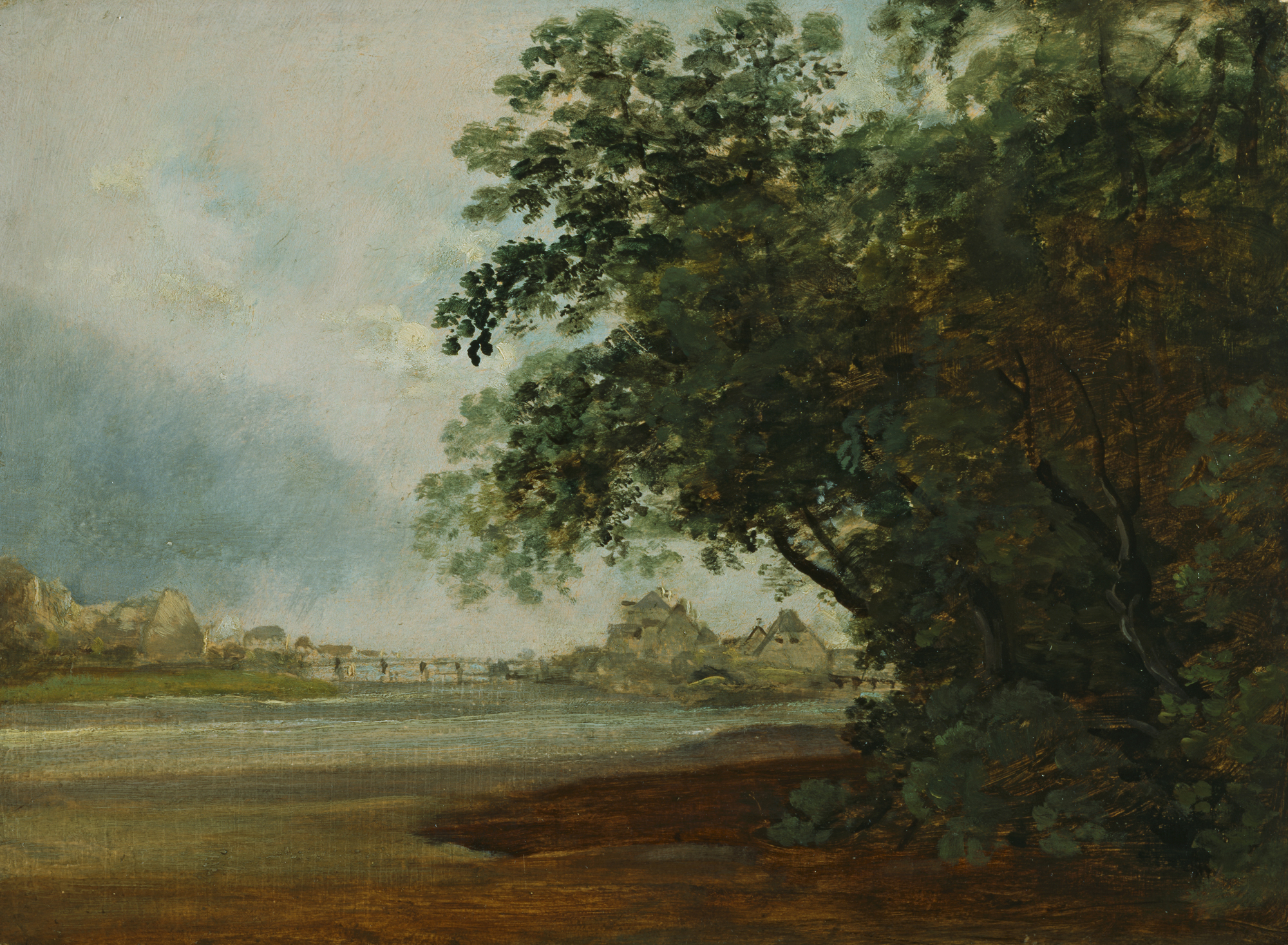
Johann Georg von Dillis - Isar mit Praterinsel
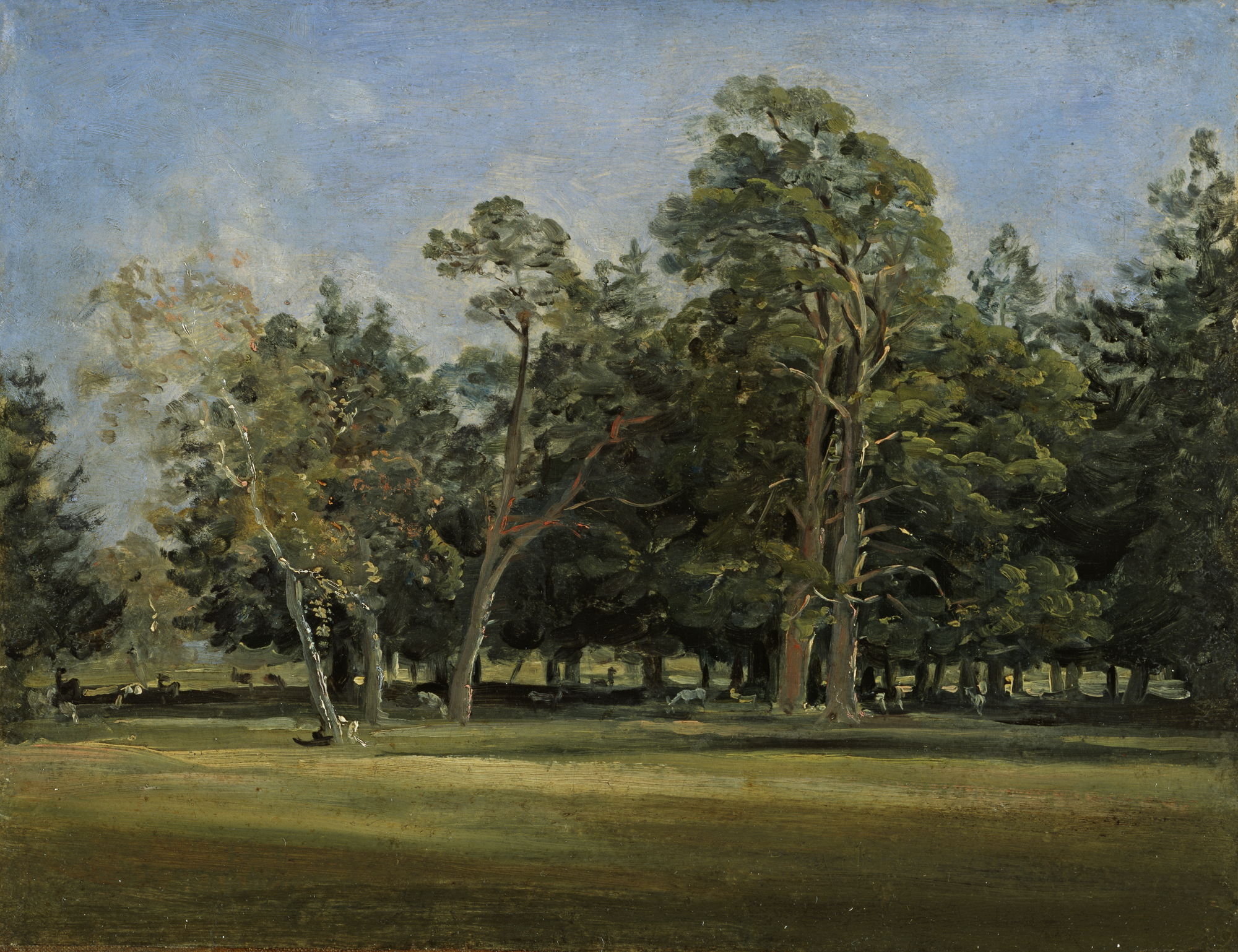
Johann Georg von Dillis - Der Hirschgarten bei München
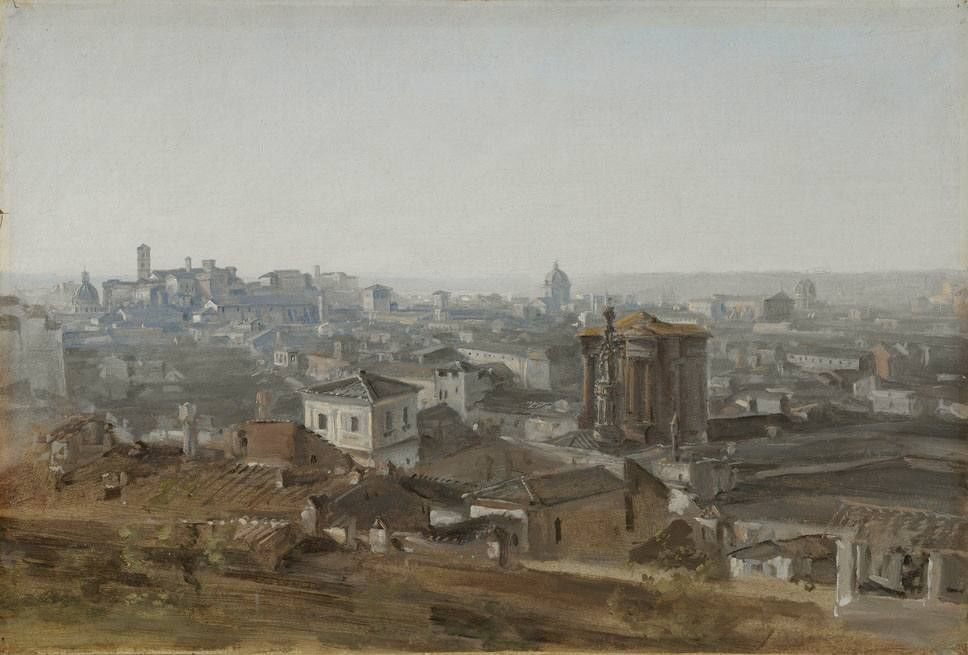
Johann Georg von Dillis - Blick von der Villa Malta auf das Kapitol - Bavarian State Painting Collections
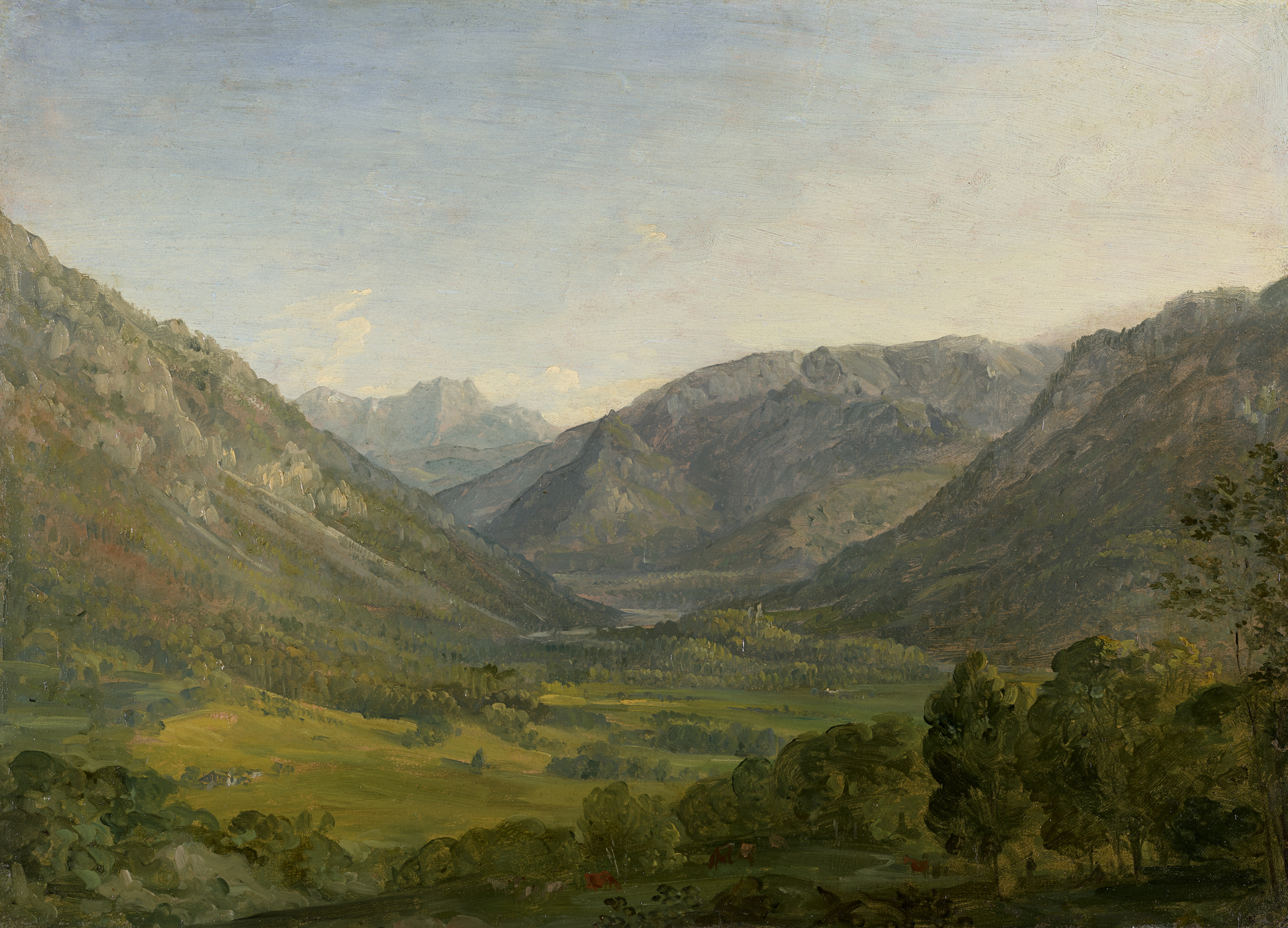
Johann Georg von Dillis - Gebirgstal (Gegend bei Ruhpolding)
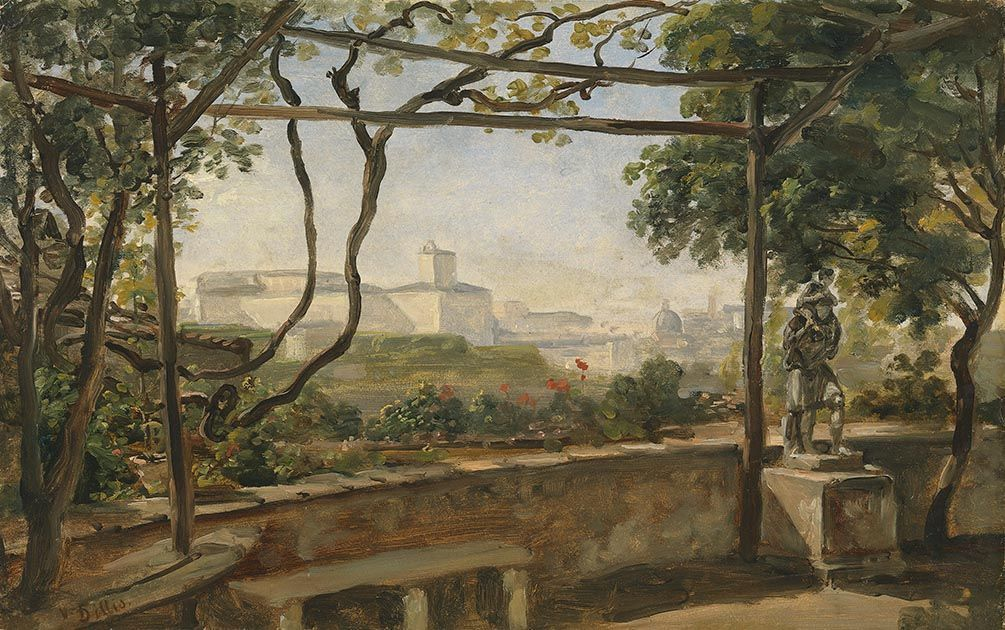
Johann Georg von Dillis - Blick von der Villa Malta auf den Quirinal - Bavarian State Painting Collections
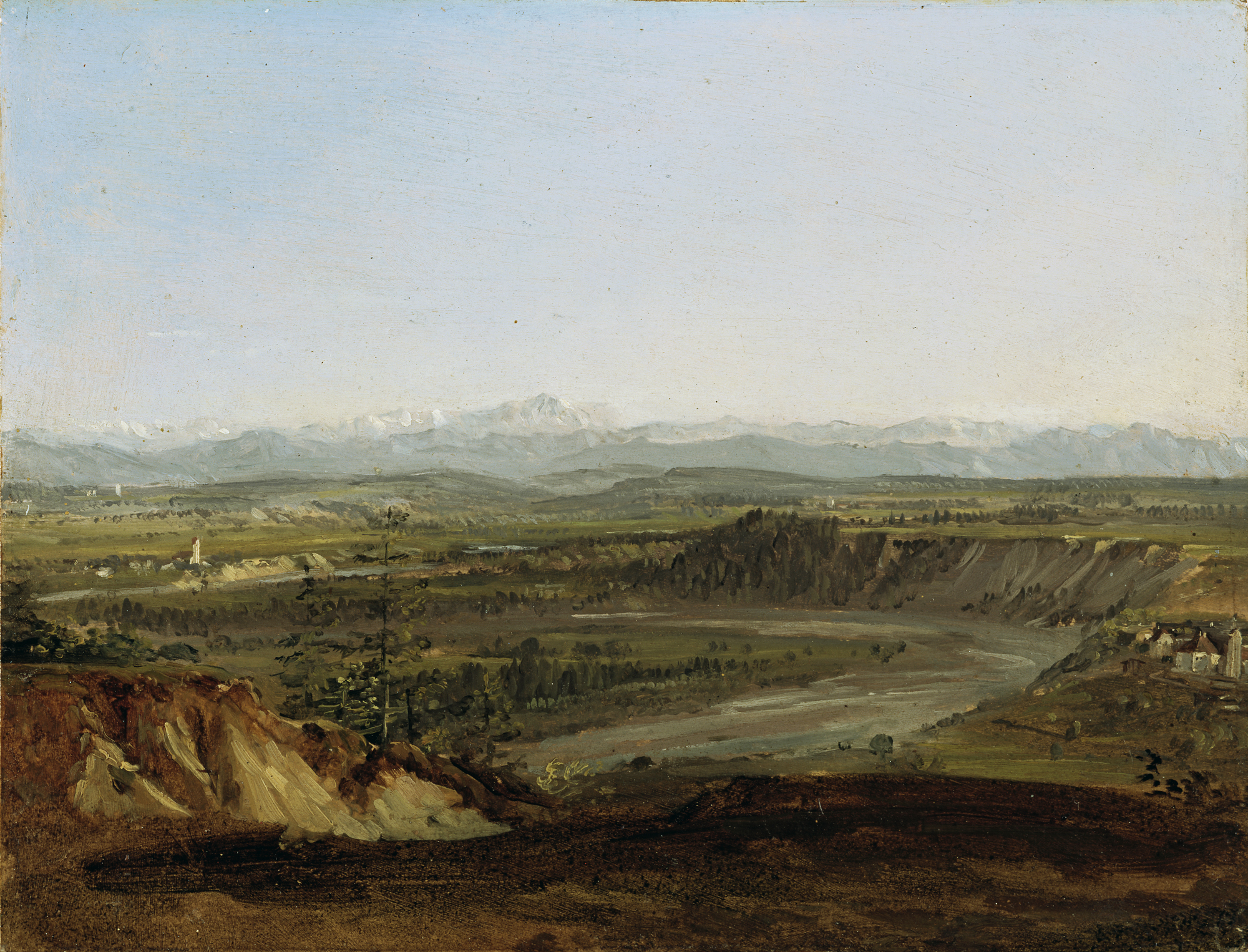
Johann Georg von Dillis - Das Lechtal mit Blick auf die Zugspitze
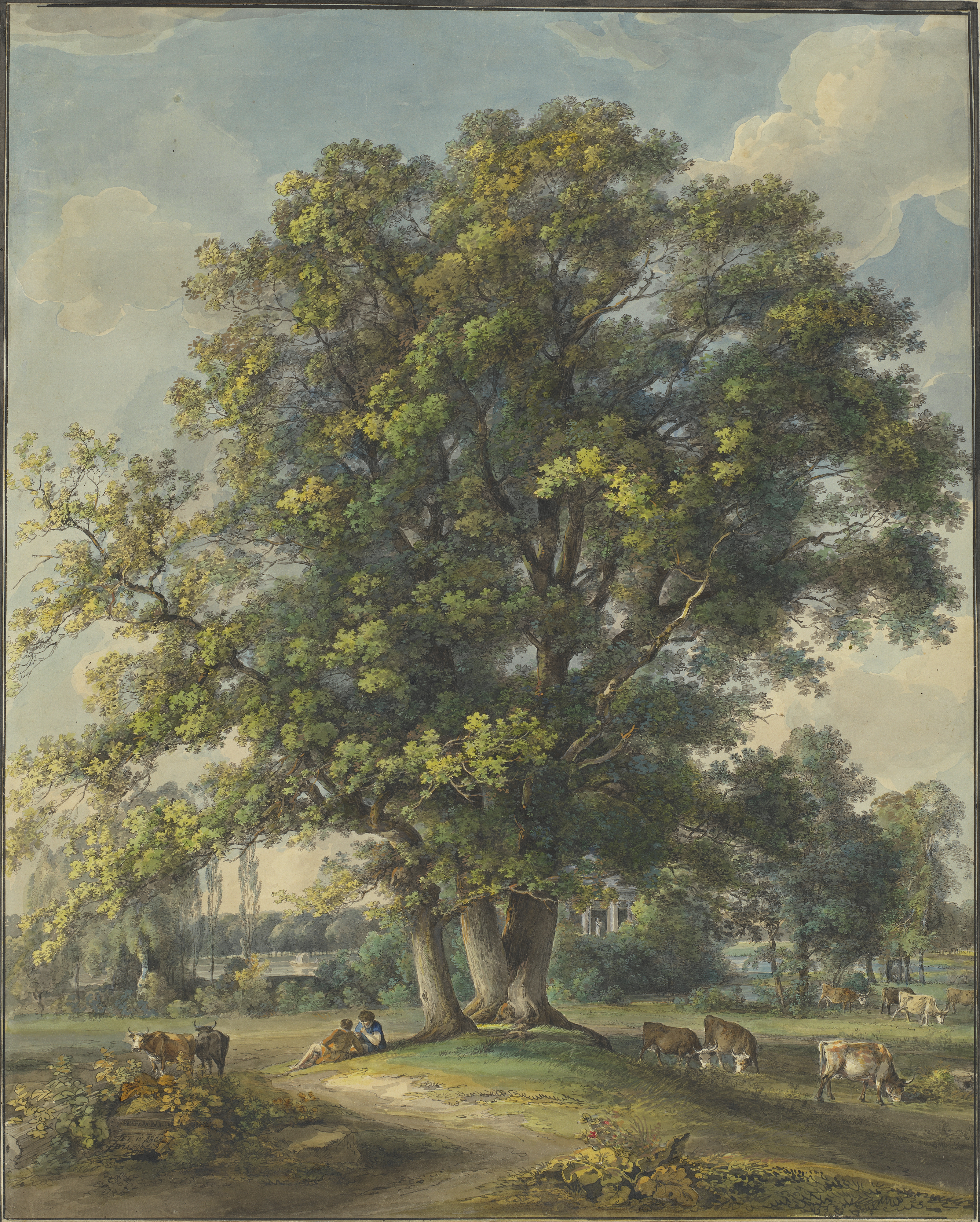
Johann Georg von Dillis, Et in Arcadia Ego, 1790-1800

## Museos (selección)
- Albertina, Viena[10]
- Instituto de Arte de Chicago
- Museos de Bellas Artes de San Francisco
- Lenbachhaus, Múnich
- Museo Metropolitano de Arte, Nueva York
- Galería Nacional de Arte, Washington
- Nueva Pinacoteca, Múnich
- Museo de la ciudad de Múnich
- Museo de Arte de Filadelfia
- Colección Estatal Gráfica de Múnich

## Exposiciones (selección)
- Neue Pinakothek, Munich, retrospectiva para el 150 día de la muerte, 29. noviembre de 1991 - 9 de febrero de 1992, luego en el Albertinum (Dresde), 1. marzo de 1992 – 3 de mayo de 1992[7]
- Galería municipal en el edificio Lenbachhaus and art, Munich, Johann Georg von Dillis (1759-1841) - El arte de lo privado, 6. 30 de septiembre noviembre de 2003[11]
- Hamburguesa Kunsthalle, 14. Junio a 12. septiembre de 2004
- Schwindkirchen, Wolfgang Meier House, Dillis Festival Week for the 250th Cumpleaños, del 17 al 25 de octubre de 2009.
- Museo Georg Schäfer, Schweinfurt: El arte mismo es naturaleza. Johann Georg von Dillis 1759-1841, 22. enero – 23 de abril de 2017